# Подольская организованная преступная группировка
Подольская организованная преступная группировка — преступная группировка, которая действовала в 1990-е годы в России. Одним из её основателей и бессменным руководителем являлся Сергей Лалакин по кличке «Лучок», который был арестован в октябре 1995 года по обвинению в мошенничестве, однако позже дело закрыли за недостатком доказательств. Согласно данным газеты «КоммерсантЪ» за 1997 год, к тому моменту Лалакин отошёл от криминала и занялся легальной предпринимательской деятельностью, в которую вовлечён и по сей день.

## Лидер
Сергей Николаевич Лалакин родился 25 ноября 1956 года в Подольске. В школе занимался боксом, имел 1-й разряд.
Окончив профессиональное техническое училище, Лалакин прошёл срочную службу в десантных войсках в составе контингента в Афганистане, получив звание старшего сержанта. После демобилизации работал мясником. Прозвище «Лучок» Лалакин получил, согласно одной из версий, за то, что в доперестроечные времена начинал трудовую деятельность на овощной базе, торгуя луком.
Официально он ни разу не был судим, хотя 25 декабря 1980 года подольское УВД возбудило против Лалакина уголовное дело по статье «Хулиганство», но к ответственности он не был привлечён. Также весной 1989 года, после того, как неизвестные избили отца Лалакина, Лучок вышел на улицу и набросился с ножом на прохожих: пять человек, непричастных к избиению, были серьёзно ранены. Лалакина не привлекли к ответственности и в этот раз, поскольку в милицию поступил звонок «сверху» с указаниями не трогать «Лучка».
В 1990-е годы Лалакин активно сотрудничал с фондом инвалидов Афганистана и другими аналогичными организациями, пользовавшимися ветеранскими льготами. Однако он же фигурировал в уголовном деле о взрыве на Котляковском кладбище, проходя там в качестве свидетеля (по некоторым данным, за два дня до взрыва на кладбище Лалакин выехал за границу).

## Создание группировки
С конца 1980-х годов «Лучок» вместе с приятелями начали преступную деятельность, занялись рэкетом, игрой в наперстки и махинациями с валютой (так называемыми «куклами») — возле обменных пунктов Лалакин предлагал людям обменять рубли на доллары по выгодному курсу и давал им пачку валюты, в которой лишь верхние и нижние купюры были подлинными (подобные пачки назывались «куклами»). Постепенно Лалакин стал лидером «новой волны» преступников, оттесняя на второй план в криминальном мире Подольска старую воровскую элиту — карманников. О появлении Подольской ОПГ в московском уголовном мире узнали в конце 1980-х годов, когда группировку Лалакина взял на попечение вор в законе Отари Квантришвили. Многие из членов банды ОПГ ранее сидели за вымогательство.
Самым авторитетным лидером «новой формации» в Подольской ОПГ считался Сергей Попов по кличке «Поп», который в 1990 году был приговорён к 2,5 годам за вымогательство и отошёл от дел. Его место в группировке ненадолго занял криминальный авторитет старшего поколения Николай Игнатов по кличке «Седой», контролировавший автобизнес: Игнатов некоторое время был даже куратором «Лучка», в то время как сам Лалакин взял бригаду Попова под свой контроль. В какой-то момент Лучок выступил против сложившегося двоевластия, рассорившись с «Седым»: тот вынужден был уехать из Подольского района. Попов, освободившийся в 1993 году, тоже не стал претендовать на руководство, согласившись на роль «бригадира» (то есть руководителя одного из подразделений группировки). С тех пор в его ведении находились фирмы, платившие «дань» группировке, специализирующиеся на торговле нефтепродуктами.

## Личный состав
В группу лидеров входили Д.А. Гаврилин («Кубик»), Д.А. Шукалин, Е.А. Белоснежный, М.В. Доронкин, А.И. Никипелов, А.Э. Резник и С.В. Круглов («Борода»). Заместителями Лалакина были Сергей Попов, братья Губкины и Николай Павлинов. По одной из версий, в группировку Лалакина входил будущий министр спорта РФ Борис Иванюженков, известный под кличкой «Ротан» (он признавал наличие проблем с законом в прошлом, но отвергал какие-то связи с ОПГ, при этом отмечая, что сам достаточно хорошо знает Лалакина как однокурсника по ПТУ). Кроме Попова, «бригадирами» ОПГ долгое время были братья Воршевы, имевшие собственные преступные группировки в Уренгое и Киеве, а также «Витя Подольский»; борец-классик Михаил Калугин («Мефодий»), служивший в десантно-штурмовой бригаде в ГСВГ; Николай Данелян («Армян») и другие. Лалакин установил дружеские связи с красноярскими криминальными авторитетами. Так, Анатолия Быкова, влиятельного авторитета по кличке «Бык», Лучок однажды предупредил о том, что другой красноярский «авторитет» Виктор Липнягов («Ляпа») нанял киллеров для его убийства. Бык перекупил исполнителей, и Ляпа сам был убит. ОПГ поддерживала также теплые отношения с некоторыми московскими ОПГ, в частности, с Измайловской группировкой.

## Криминальная деятельность
Под контролем Подольской ОПГ находились Подольский, Чеховский и Серпуховской районы Московской области: группировкой контролировались большинство находящихся на этой территории коммерческих организаций от банков до торгующих нефтью компаний. В легальном бизнесе Подольская ОПГ контролировала почти все крупнейшие коммерческие структуры Москвы и Подмосковья, занятые экспортом и импортом товаров народного потребления, а также техцентры обслуживания автомобилей на Варшавском шоссе и Чехове. Помимо этого, члены «подольских» были связаны с жилищным строительством и нефтепереработкой: на членов группировки были зарегистрированы предприятия в Москве, Киеве и Уренгое. Ходили слухи, что часть их денег была размещена в банках США.
В криминальном мире эта ОПГ специализировалась на вымогательстве, похищении людей, разбойных нападениях и заказных убийствах: нередко члены банды выезжали для совершения заказных убийств в США (при таксе 10 тысяч долларов). Также группировка получала средства от продюсерских фирм: кредитные деньги, которые продюсеры брали под съёмку фильма, предварительно «прокручивались» и вкладывались в сделки, связанные с поставками продуктов питания. В 1991 году Подольская ОПГ провернула одну из крупнейших афер: используя фирму-импортёра Лалакина под названием «Жесави», они прорекламировали закупку из-за рубежа крупной партии сахара и попросили горожан сделать заказы с предоплатой. Бандиты собрали около 30 миллионов долларов, переведя добрую часть на счета в зарубежных банках, и приобрели крупную недвижимость, не вернув ничего обманутым вкладчикам. Возбуждённое по факту мошенничества уголовное дело вскоре было прекращено: предполагается, что один из следователей (таковым называется иногда генерал-лейтенант Сергей Солодовников, в 1990-е годы занимал пост начальника 5-го отдела УУР ГУВД Подмосковья) форсировал прекращение преследования Лалакина.
Взятие под контроль техцентра на Варшавском шоссе также обернулось уголовным делом: 14 февраля 1994 года на автодороге Подольск — Домодедово у деревни Покров Подольского района были расстреляны пять членов ингушской преступной группировки. Выживший М. Дакиев утверждал, что их обстреляли из трёх автомобилей ВАЗ-2109, ВАЗ-2102 и Jeep Grand Cherokee: нападавших было 20 человек, а работали они в том самом техцентре на Варшавском. В ходе последующего расследования прямых участников нападения были задержаны несколько человек, среди которых был и Иванюженков: по данным подмосковного РУОП, представители группировки готовились дать взятку следователю в размере 200 тысяч долларов США, и вскоре расследование прекратилось, а свидетель пропал без вести.

## Война с «синяками»
В 1992 году в Подольске произошла первая волна столкновений группировок. Неоднократно судимый уголовник Сергей «Псих» Федяев, лидер так называемой банды «синяков», неоднократно затевал беспричинные конфликты с кем угодно: в августе 1992 года у кафе «Бистро» на шоссе Москва — Серпухов состоялась «стрелка», в ходе которой «Психа» расстреляли из двух автоматов и пистолета; его водитель Андрей «Пузырь» Хромов был тяжело ранен, но сбежал и добрался до больницы, прожив ещё пять дней. Он успел сообщить, что в них стреляли люди Лалакина, однако расследование дела было приостановлено в связи с недостатком доказательств. Через сутки после перестрелки обезглавленный и полусожжённый труп Федяева был найден у одной из деревень.
После убийства Федяева «синяков» возглавил отсидевший 12 лет за убийство Николай Соболев («Соболь»), который рассчитывал начать передел сфер влияния в городе. Он рассчитывал на помощь Александра Романова («Роман»), враждовавшего с «Лучком» — 2 октября 1992 года на Центральном рынке Подольска Романов застрелил Анатолия Стрелюка, одного из сообщников Лалакина, с которым тот двигал напёрстки в своё время. Романову же помогал Валерий «Глобус» Длугач, рассчитывавший взять Подольск под свой контроль с помощью чеченских бригад. Однако «Лучок» избавился и от Романова, и от Соболева. 10 марта 1993 года в Подольске Романов и его шофёр, сидевшие в автомобиле Mercedes около кафе, были расстреляны двумя неизвестными из автоматов. Спустя 9 дней утром у того же кафе была найдена машина Соболева Ford с открытыми дверями и ключом в замке зажигания, а через час после обнаружения машину кто-то сжёг. Труп Соболя обнаружили в мае, выловив его из реки Пахра в Домодедовском районе: в кармане убитого нашли записки с номерами автомобилей. Один из номеров принадлежал машине, которая за несколько дней до похищения Соболева гналась за его же машиной. Следствие предложило, что машина принадлежала одной из московских фирм, которая контролировалась «подольскими», но дело зашло в тупик.

## Гибель «подольских»
Вскоре Подольская ОПГ стала нести потери: 10 июля 1993 года возле своего дома из двух автоматов был расстрелян руководитель Щербинской группировки (одна из бригад Подольской ОПГ) Валентин Ребров, который был «разводящим» (третейским судьёй) на «разборках» и курировал строительство коттеджей и автосервисы. По одной из версий, Лалакин мог сам «заказать» Реброва, который отказался платить в «общак» группировки и решил отделиться. Преемником стал Сергей «Ульян» Ульянов. Менее конфликтный криминальный авторитет Владимир Губкин, контролировавший комиссионный автомагазин «Ландо» и магазин «Автозапчасти» на южном отрезке МКАД, также решил уйти из криминального мира и уехал в деревню на Волге с семьёй, изредка приезжая в Москву. Однако 8 октября 1993 года в Подольске Губкина всё же убили.
Убийство Губкина было совершено во дворе его же дома: по горячим следам были найдены исполнители в лице «подольских» Алексея Чумакова и Анатолия Дячко («Дячок»), а также «ореховского» Дмитрия Малюка. Заказчиком оказался Геннадий «Пушок» Звездин, менеджер подольского ТОО «Современник», которое «крышевали» представители Ореховской ОПГ. Как установило следствие, Чумаков спрятался в багажнике автомобиля ВАЗ-2109, выжидая Губкина, а при его обнаружении открыл дверь багажника и начал стрелять. Московский областной суд рассматривал дело об убийстве Губкина, однако старший брат покойного Александр (он же «Рыжий», он же «Штольц»), на суде пытался всякий раз сделать какое-то заявление. По словам свидетелей, он утверждал, что ни Чумаков, ни Дячко невиновны, но в то же время требовал их отдать ему, чтобы разобраться. Дело изначально закрыли, а затем отправили на доследование, поскольку в секторе обстрела находилась и машина Звездина, откуда могли также вести огонь. Однако спустя 40 дней после гибели Губкина, 19 ноября 1993 года «Пушок» был застрелен в подъезде дома в Батайском проезде Москвы, а дело о его смерти было приостановлено.
В 1994 году Щербинская бригада понесла потери: Александр Калядов должен был отправиться на «разборку» с одной из банд вместе с четырьмя членами «щербинских», но раздумал. Позже около деревни Рязаново Подольского района нашли братскую могилу с трупами четырёх бандитов, которые поехали на «разборку», а в Ленинском районе Подмосковья из реки вытащили ВАЗ-2109, в котором был найден труп брата одного из убитых в Рязанове. Предполагалось, что он хотел выяснить участь брата. Разработкой группировки занимались милиция, МУР и антитеррористический центр ФСБ: в Щербинке находилась крупная перевалочная база контрабандного оружия. В ходе обысков у бандитов было конфисоквано огромное количество оружия, взрывчатки и боеприпасов, однако дальше задержания дело так и не доходило: возбуждённые против бандитов дела прекращались, а объединение дел Генпрокуратурой России так и не состоялось. Сам Ульянов в 1996 году, продав своё имущество, уехал из Подольска с семьёй, не оставив следов.

## Волгоградская банда Культина
С 1993 года в Волгограде начались преступные разборки между членами Подольской группировки и иными бандами. В апреле 1993 года в подъезде собственного дома был убит из пистолета Василий Стариков («Казак»), тренер по греко-римской борьбе и основатель компании HELP, который контролировал Центральный район Волгограда. Позже у городской бани был застрелен Михаил Сологубов («Сологуб»). В декабре того же года в Москве был задержан бывший спецназовец Станислав Культин, который, по оперативным данным, возглавил бригаду киллеров: на его след вышли в процессе расследования 14 убийств. Задержанный не признавал свою вину в убийствах «Казака» и «Сологуба», утверждая, что его перепутали с телохранителем «Лучка», однако позже сознался в убийстве в марте 1993 года Александра Волкова — лидера группировки подольских рэкетиров, действовавших в Москве. Когда расследование дела об убийстве Волкова возобновили, Культин отказался от своих показаний: выяснилось, что он хотел вырваться из волгоградского ИВС, чтобы над ним не расправились местные бандиты за гибель Старикова. Несмотря на то, что Культина привлечь к ответственности за убийство не смогли, его осудили Подольским городским судом летом 1995 года на три года тюрьмы за незаконное хранение оружия: в гараже его отца и в автомобиле одного из приятелей обнаружили два пистолета ТТ с патронами. Адвокаты по кассационной жалобе добились сначала сокращения срока до двух лет, а потом и освобождения Культина, назначенного на 7 декабря 1995 года.
Не прояснили ситуация и показания Культина о группировке вымогателей, созданной ранее судимым москвичом Игорем Васильевым, которая также работала на группировку Лучка. Сам Васильев, формально числившийся директором ТОО «Гарант», был застрелен вечером 23 декабря 1992 года у дверей своей квартиры на проспекте Мира, а его преемника Андрея Андреева расстреляли в подъезде в феврале 1993 года. Андреев числился в руководстве фирмы «Проматех», где долгое время работал и Культин. После гибели Андреева группировка перешла под руководство Волкова, который, по словам Культина, разделил её на «любимчиков» и «неугодных», из-за чего начались нескончаемые конфликты. Все, кого Культин назвал в числе «неугодных» Волкову, согласно оперативной информации, являлись участниками его собственной банды киллеров. Все эти люди, по показаниям Культина, присутствовали при убийстве Волкова. Банда Культина имела деловые связи с директором московского универмага «Северянин» Борисом Ивановым. При его содействии лидеры банды приобрели по машине «Альфа-Ромео». Официально эти отношения были оформлены как «охрана магазина». Когда директор попытался расторгнуть договор с «охранниками», он был жестоко избит подручными Культина в собственном кабинете. Более того, ему вскоре пришлось и вовсе уволиться из магазина. У Культина же «по доверенности» оказалась его «Альфа-Ромео». Лишь после ареста «охранника» машину вернули хозяину.
В апреле 1995 года в Волгограде в своём подъезде был убит Александр Кусмарцев, 9 мая — «бригадир» Владимир Теняков по кличке «Патефон». Летом того же года по обвинению в организации заказных убийств этих людей был арестован бывший чемпион СССР по дзюдо Анатолий Никишин (известен под прозвищами «Мясо» и «Шкаф»), сообщник Культина: при аресте у него изъяли фальшивое удостоверение сотрудника службы охраны президента России. Никишин был известен как член банды Нестерова, которой инкриминировались грабежи и шесть убийств: получив срок в начале 1980-х годов, он вышел на свободу в начале 1990-х. Используя свои связи прежних времён (в том числе с бандой Владимира Кадина, уехавшего за границу в 1993 году после пяти покушений), он стал возвращать себе влияние и даже присоединился к Подольской группировке, сотрудничая с «Лучком»: Культину даже приписывалась должность «бригадира» у Никишина. Однако спустя несколько дней Никишина отпустили, что следователи объясняли сильным давлением со стороны Генпрокуратуры, Госдумы и Московской городской думы.
В конце мая 1997 года возле московской гостиницы «Царицыно», находившейся на Товарищеской улице, из автомата был расстрелян джип, в котором находились состоявшие в подольской ОПГ Борис Мовчан, Владимир Долгополый и Анатолий Никишин: все трое были тяжело ранены, а Никишин умер на операционном столе через 2 часа после покушения.

## Легализация Лалакина и других

### Арест и освобождение
10 октября 1995 года Лалакин был задержан Главной военной прокуратурой России: бойцы ОМОН окружили его особняк, арестовав «Лучка», его телохранителя и шофёра. Задержанному предъявили обвинение по части 3 статье 147 УК РСФСР «Мошенничество»: следствие предполагало, что в 1993 году Лалакин присвоил крупную сумму денег, выделенную на строительство дома офицеров в Смоленске, и приобрёл на них три джипа Jeep Grand Cherokee, один из которых забрал себе, оформив машину на супругу. В ходе обыска в его особняке ничего противозаконного не было обнаружено: милиция обнаружила лишь коллекцию холодного оружия, среди экспонатов которой оказались подделки, и 100 тысяч рублей наличными. При этом всё имущество было оформлено на жену Лалакина, поэтому изъятию не подлежало. 20 октября Лалакина отпустили под подписку о невыезде, а через месяц закрыли дело на основании недостатка доказательств вины Лалакина. Тем не менее, два джипа, купленных на похищенные им деньги, изъяли в пользу министерства обороны России. На освобождении Лалакина настояли некоторые члены правительства Москвы и сотрудники Генпрокуратуры. На момент освобождения Лалакин числился вице-президентом московской фирмы «Анис».
Согласно газете «КоммерсантЪ», к 1997 году Лалакин окончательно порвал с криминалом и занялся легальной предпринимательской деятельностью. В то же время против него была совершена попытка покушения в ночь на 9 июня 1997 года, когда в Подольском районе двое членов щербинской банды, враждовавшей с Подольской ОПГ — Александр Калядов и Владимир Рожков — попытались заминировать дорогу, по которой каждое утро ездил Лалакин из своего дома в посёлке Лемешево. Однако под проливным дождём замкнуло электроцепь взрывного устройства, и оба бандита в результате прогремевшего взрыва погибли. Тела бандитов нашли только утром: местные жители приняли звук взрыва за раскаты грома.

### Финансовые активы
По состоянию на 1999 год Лалакин был членом директората фирм «Анис» и «Союзконтракт» (является их теневым учредителем), взяв также под свой контроль компанию «Метрополь», Центральный международный туркомплекс и фирму «Оркадо». В сферу его влияния вошли банки «Максбанк», «Эскадо-банк», «Дели-банк», КБ «Виктория» и крупнейшие промышленные предприятия Подольского района. Членам Подольской ОПГ приписывалось хранение компромата на руководство Подольского района и всей Московской области. Также средства Лалакина, по заявлению Подольского УВД, пошли на установку кованой чугунной декоративной решётки вокруг здания управления.

### Спорт
В 1996 году Сергеем Лалакиным и Борисом Иванюженковым в Подольске был образован боксёрский клуб «Витязь», а позже был учреждён и хоккейный клуб «Витязь». 
Борис Иванюженков в 1999 году стал министром спорта России, а Лалакин получил звание почётного гражданина Подольска. Сам Иванюженков отвергал обвинения в связях с ОПГ, хотя говорил, что против него прежде действительно возбуждались уголовные дела в 1989 и 1992 годах по обвинению в изнасиловании и незаконном хранении оружия соответственно, но обвинения в этих делах не были связаны с организованной преступной деятельности. Лалакин же, по его словам, никогда не вызывался в милицию на допрос, хотя в его доме однажды состоялся обыск в отсутствие хозяина.
По состоянию на 2014 год Лалакин был председателем совета содействия Всероссийской федерации спорта лиц с поражением опорно-двигательного аппарата, а также председателем попечительского совета спортивного клуба «Витязь» и главой благотворительного фонда «Наследие». За заслуги в развитии спорта он был награжден медалью ордена «За заслуги перед Отечеством 2-й степени»; также его фонд участвовал в финансировании воздушно-десантных войск и оказании помощи личному составу. В апреле 2018 года Лалакин стал председателем наблюдательного совета Всероссийской федерации спорта лиц с поражением опорно-двигательного аппарата. Иванюженков же стал председателем совета этой организации и вице-президентом Паралимпийского комитета России.